# Миротворац (ТВ серија)
Миротворац (енгл. Peacemaker) америчка је суперхеројска телевизијска серија коју је Џејмс Ган креирао за стриминг услугу HBO Max, која се темељи на истоименом лику DC Comics-а. Прва је телевизијска серија у DC-јевом проширеном универзуму (DCЕУ) и спиноф филма Одред отписаних: Нова мисија из 2021. године. Смештена након догађаја у филму, серија даље истражује џингоистичког плаћеника Кристофера Смита / Миротворца. Серију продуцирају The Safran Company и Troll Court Entertainment, у сарадњи са продукцијском кућом Warner Bros. Television, док Ган представља шоуранера.
Џон Сина глуми насловног лика, понављајући своју улогу из филма Одред отписаних: Нова мисија. У серији такође глуме Данијела Брукс, Фреди Строма, Чуквуди Ивуџи, Џенифер Холанд, Стив Ејџи и Роберт Патрик. Ган је замислио серију након што је приметио Синину снагу као драматичног глумца док је снимао филм Одред отписаних: Нова мисија и написао свих осам епизода док је довршавао филм током пандемије ковида 19. HBO Max је у септембру 2020. наручио серију, а додатни глумци су најављени током наредних месеци. Снимање је почело у јануару 2021. у Ванкуверу, а Ган је режирао пет епизода. Продукција је завршена у јулу. Ган је одабрао да употреби глам метал песме за музику серије, укључујући  групе  за уводну тему; насловна секвенца приказује глумачку екипу серије која изводи плесну тачку.
Премијера серије била је 13. јануара 2022. на HBO Max-у, када су емитоване прве три епизоде. Остатак серије објављиван је седмично до 17. фебруара. Свака епизода је имала већу гледаност од претходне, а финале сезоне је оборило рекорд за најгледанију оригиналну епизоду HBO Max-а у једном дану. Серија је добила позитивне рецензије критичара, уз похвале за Синин наступ и Ганову режију и сценарио. Друга сезона је наручена у фебруару 2022, са Ганом као сценаристом и редитељем свих епизода.

## Радња
Наставак приче о лику који Џон Сина понавља након Гановог филма Одред отписаних: Нова мисија из 2021. године. Убедљиви хвалисавац верује у мир по сваку цену, без обзира на то колико људи треба да убије да би га постигао.

## Улоге

### Главне
| Глумац         | Улога                        |
| -------------- | ---------------------------- |
| Џон Сина       | Кристофер Смит / Миротворац  |
| Данијела Брукс | Леота Адебајо                |
| Фреди Строма   | Ејдријан Чејс / Виџиланте    |
| Чуквуди Ивуџи  | Клемсон Мерн                 |
| Џонифер Холанд | Емилија Харкорт              |
| Стив Ејџи      | Џон Економос                 |
| Роберт Патрик  | Огаст „Оги” Смит / Бели Змај |

### Споредне
| Глумац             | Улога         |
| ------------------ | ------------- |
| Ени Ченг           | Софи Сонг     |
| Локлин Манро       | Лари Фицгибон |
| Елизабет Ладлоу    | Кија Адебајо  |
| Нхут Ле            | Џудомастер    |
| Ризван Манџи       | Џамил         |
| Кристофер Хејердал | Каспар Лок    |

### Гостујуће
| Глумац         | Улога          |
| -------------- | -------------- |
| Алисон Араја   | Амбер Калатера |
| Лени Џејкобсон | Еван Калатера  |
| Антонио Купо   | Ројланд Гоф    |
| Мел Так        | Огијев комшија |

## Епизоде

### 1. сезона (2022)
| Бр. еп. | Наслов     | Редитељ           | Сценариста | Премијера         |
| --- | ---------- | ----------------- | ---------- | ----------------- |
| 1 | 1. епизода | Џејмс Ган         | Џејмс Ган  | 13. јануар 2022.  |
| Након чудесног опоравка, Миротворац се враћа кући и открива да слобода има своју цену. |            |                   |            |                   |
| 2 | 2. епизода | Џејмс Ган         | Џејмс Ган  | 13. јануар 2022.  |
| Након Миротворчевог опасног бекства, у тиму расту напетост и неповерење. Касније, док се хвата укоштац са својим новим задатком, Миротворац прима изненадног посетиоца.                                         |            |                   |            |                   |
| 3 | 3. епизода | Џејмс Ган         | Џејмс Ган  | 13. јануар 2022.  |
| Током прве званичне мисије убијања наводних „лептира”, Економос и Мерн се зближе, а Миротворац и Харкорт постигну споразум. Али читав посао пође наопако са доласком Џудомастера.                               |            |                   |            |                   |
| 4 | 4. епизода | Џоди Хил          | Џејмс Ган  | 20. јануар 2022.  |
| Након донекле успешне мисије, Мерн регрутује Вигилантеа. У међувремену, након што је сазнао да је његов тим помогао да његов отац доспе у затвор, Миротворац се суочи са својом компликованом прошлошћу.        |            |                   |            |                   |
| 5 | 5. епизода | Роузмери Родригез | Џејмс Ган  | 27. јануар 2022.  |
| Тим претражује седиште у потрази за залихама хране ванземаљаца, али суочи се са потпуном инвазијом. У међувремену, Огијев покушај да изда свог сина полицији се закомпликује због Мерновог загонетног контакта. |            |                   |            |                   |
| 6 | 6. епизода | Џејмс Ган         | Џејмс Ган  | 3. фебруар 2022.  |
| Мерн открије своју најдубљу тајну; Оги је ослобођен; траљаво хапшење Миротворца пошаље ванземаљца Гофа у неочекиваног новог домаћина.                                                                           |            |                   |            |                   |
| 7 | 7. епизода | Бред Андерсон     | Џејмс Ган  | 10. фебруар 2022. |
| Харкорт, Мерн и Адебајо се нађу окружени ванземаљским снагама, док се Миротворац сукобљава са оцем уз помоћ Вигилантеа и Економоса.                                                                             |            |                   |            |                   |
| 8 | 8. епизода | Џејмс Ган         | Џејмс Ган  | 17. фебруар 2022. |
| Пошто су Миротворац и Адебајо у сукобу, може ли тим да једном заувек убије краву или ће раскол пружити ванземаљцима прилику да доврше своју телепортацију?                                                      |            |                   |            |                   |